# Kamer van volksvertegenwoordigers (samenstelling 2019-2024)
Dit artikel omvat de lijst van leden van de Belgische Kamer van volksvertegenwoordigers van 2019 tot 2024. De 55e legislatuur van de Kamer telt 150 leden volgde uit de verkiezingen van 26 mei 2019. De legislatuur ging van start op 20 juni 2019 en liep af op 8 mei 2024.
Het federale kiesstelsel is gebaseerd op algemeen enkelvoudig stemrecht voor alle Belgen van 18 jaar en ouder, volgens een systeem van evenredige vertegenwoordiging op basis van de methode-D'Hondt, gecombineerd met een districtenstelsel en met een kiesdrempel van 5%.
De openingszitting op donderdag 20 juni 2019 werd voorgezeten door Patrick Dewael (Open Vld). Deze legislatuur controleert de Kamer de werking van de regering-Wilmès II (maart - oktober 2020), bestaande uit MR, CD&V en Open Vld, en de regering-De Croo (sinds oktober 2020), bestaande uit Open Vld, MR, CD&V, PS, sp.a/Vooruit, Ecolo en Groen. De oppositiepartijen zijn dus N-VA, Vlaams Belang, PVDA-PTB, Ecolo (tot oktober 2020), sp.a (tot oktober 2020), Groen (tot oktober 2020), cdH/Les Engagés en DéFI. PS, Ecolo, sp.a, Groen, cdH en DéFI verleenden wel gedoogsteun aan de regering-Wilmès II.

## Achtergrond

### Zetelverdeling
De Kamer van volksvertegenwoordigers telt 150 leden (artikel 63, §1 van de Belgische Grondwet). Het stemmenaantal is een eerste bepalende factor voor de zetelverdeling. Het kiesstelsel en het D'Hondt-kiessysteem zijn een tweede en derde bepalende factor voor de zetelverdeling. Het kiesstelsel voorziet geen verhoudingsgewijze zetelverdeling op basis van de totale stemmenaantal binnen één nationale kiesomschrijving, waarbij elke uitgebrachte stem een gelijke waarde heeft in de bepaling van de zetelsterkte van de deelnemende kieslijsten. Dat gebeurt namelijk via een getrapt systeem van regionale kieskringen of kiesarrondissementen. Die kieskringen krijgen elk een te verdelen aantal zetels toebedeeld, op basis van de bevolkingsomvang. Zo zijn er momenteel 11 kieskringen voor federale parlementsverkiezingen (Kamer van volksvertegenwoordigers). De kiesarrondissementen lopen gelijk met de provinciegrenzen, met aanvulling van het provincieloze kiesarrondissement Brussel-Hoofdstad. Voor de verkiezingen van 2019 is de verdeling als volgt:
- kiesarrondissement Antwerpen: 24 zetels
- kiesarrondissement Oost-Vlaanderen: 20 zetels
- kiesarrondissement Henegouwen: 18 zetels
- kiesarrondissement West-Vlaanderen: 16 zetels
- kiesarrondissement Brussel-Hoofdstad: 15 zetels
- kiesarrondissement Luik: 15 zetels
- kiesarrondissement Vlaams-Brabant: 15 zetels
- kiesarrondissement Limburg: 12 zetels
- kiesarrondissement Namen: 6 zetels
- kiesarrondissement Waals-Brabant: 5 zetels
- kiesarrondissement Luxemburg: 4 zetels

## Samenstelling
De Kamer is politiek ingedeeld in fracties. Een fractie moet minstens uit vijf leden bestaan om erkend te worden.
| Begin legislatuur (2019) | Begin legislatuur (2019) | Begin legislatuur (2019) | Einde legislatuur (2024) | Einde legislatuur (2024) | Einde legislatuur (2024) |
| Fractie                  | Fractie                  | Zetels                   | Fractie                  | Fractie                  | Zetels                   |
| ------------------------ | ------------------------ | ------------------------ | ------------------------ | ------------------------ | ------------------------ |
|                          | N-VA                     | 24 / 150                 |                          | N-VA                     | 24 / 150                 |
|                          | Ecolo-Groen              | 21 / 150                 |                          | Ecolo-Groen              | 21 / 150                 |
|                          | PS                       | 20 / 150                 |                          | PS                       | 19 / 150                 |
|                          | Vlaams Belang            | 18 / 150                 |                          | Vlaams Belang            | 18 / 150                 |
|                          | MR                       | 14 / 150                 |                          | MR                       | 14 / 150                 |
|                          | CD&V                     | 12 / 150                 |                          | CD&V                     | 12 / 150                 |
|                          | Open Vld                 | 12 / 150                 |                          | Open Vld                 | 12 / 150                 |
|                          | PVDA/PTB                 | 12 / 150                 |                          | PVDA/PTB                 | 12 / 150                 |
|                          | sp.a                     | 9 / 150                  |                          | Vooruit                  | 9 / 150                  |
|                          | cdH                      | 5 / 150                  |                          | Les Engagés              | 5 / 150                  |
| Fractieloze leden        |                          |                          |                          |                          |                          |
|                          | DéFI                     | 2 / 150                  |                          | DéFI                     | 2 / 150                  |
|                          | Onafhankelijk            | 1 / 150                  |                          | Onafhankelijk            | 2 / 150                  |

1. ↑  Inclusief onafhankelijk lid Dries Van Langenhove

Wijzigingen in fractiesamenstelling:
- In 2020 wordt Kamerlid Emir Kir (PS) uit zijn partij gezet. Hij zetelt voortaan als onafhankelijke.

## Taalgroepen
De Kamer is ook ingedeeld in taalgroepen: een Nederlandse taalgroep met 89 en daarna 88 leden en een Franse taalgroep met 61 en daarna 62 leden. (tegenover respectievelijk 87 en 63 in de vorige legislatuur). De 15 leden verkozen in de kieskring Brussel-Hoofdstad mogen hun taalaangehorigheid immers kiezen; de overige leden zijn automatisch ingedeeld volgens de taal van de kieskring (respectievelijk 87 leden uit de Vlaamse provincies en 48 leden uit de Waalse provincies). Bij de installatie van de Kamer telde de Nederlandse taalgroep naast de 87 verkozenen uit de Vlaamse provincies twee Kamerleden verkozen in de kieskring Brussel-Hoofdstad: Maria Vindevoghel (PVDA-PTB) en Tinne Van der Straeten (Groen). Toen Van der Straeten in oktober 2020 minister werd en bijgevolg ontslag nam als parlementslid, werd ze opgevolgd door een parlementslid van Ecolo, de Franstalige zusterpartij van Groen, waardoor het aantal leden van de Nederlandse taalgroep naar 88 daalde.

## Lijst van volksvertegenwoordigers
| Volksvertegenwoordiger    | Partij        | Kieskring         | Taalgroep  | Opmerkingen |
| ------------------------- | ------------- | ----------------- | ---------- | --- |
| Björn Anseeuw             | N-VA          | West-Vlaanderen   | Nederlands | |
| Josy Arens                | cdH           | Luxemburg         | Frans      | |
| Daniel Bacquelaine        | MR            | Luik              | Frans      | Werd van 17 maart tot 1 oktober 2020 vervangen door Mathieu Bihet, toen Bacquelaine minister was in de Federale Regering. |
| Hugues Bayet              | PS            | Henegouwen        | Frans      | |
| Wouter Beke               | CD&V          | Limburg           | Nederlands | Werd van 17 oktober 2019 tot 16 mei 2022 vervangen door Steven Matheï, toen Beke minister was in de Vlaamse Regering. |
| Gitta Vanpeborgh          | sp.a          | Antwerpen         | Nederlands | Vervangt vanaf 12 november 2020 Jan Bertels, die overstapt naar een functie op een ministerieel kabinet. |
| Hendrik Bogaert           | CD&V          | West-Vlaanderen   | Nederlands | |
| Nabil Boukili             | PVDA/PTB      | Brussel-Hoofdstad | Frans      | |
| Emmanuel Burton           | MR            | Waals-Brabant     | Frans      | |
| Katleen Bury              | Vlaams Belang | Vlaams-Brabant    | Nederlands | |
| Peter Buysrogge           | N-VA          | Oost-Vlaanderen   | Nederlands | Voorzitter van de Commissie Landsverdediging. |
| Kim Buyst                 | Groen         | Antwerpen         | Nederlands | |
| Kristof Calvo             | Groen         | Antwerpen         | Nederlands | Voorzitter van de Ecolo-Groen-fractie tot 21 augustus 2020. Ondervoorzitter vanaf 11 oktober 2022. |
| Julie Chanson             | Ecolo         | Luik              | Frans      | |
| Christophe Bombled        | MR            | Namen             | Frans      | Vervangt vanaf 17 maart 2020 David Clarinval, die minister in de Federale Regering wordt. Clarinval was tot 27 oktober 2019 voorzitter van de MR-fractie. |
| Samuel Cogolati           | Ecolo         | Luik              | Frans      | |
| Gaby Colebunders          | PVDA/PTB      | Luik              | Frans      | Gaby Colebunders is een Nederlandstalige Limburger, maar omdat hij in de kieskring Luik verkozen is, behoort hij automatisch tot de Franse taalgroep. |
| Sophie Thémont            | PS            | Luik              | Frans      | Vervangt vanaf 20 juni 2019 Laura Crapanzano, die beslist om haar mandaat als schepen van Seraing niet te cumuleren met de functie van parlementslid. |
| Barbara Creemers          | Groen         | Limburg           | Nederlands | |
| Steven Creyelman          | Vlaams Belang | Oost-Vlaanderen   | Nederlands | |
| Vicky Reynaert            | sp.a          | West-Vlaanderen   | Nederlands | Vervangt vanaf 17 september 2020 John Crombez, die de nationale politiek verlaat om aan het UZ Gent een project te leiden. |
| Roberto D'Amico           | PVDA/PTB      | Henegouwen        | Frans      | Vanaf 20 september 2023 voorzitter van de commissie Gezondheid en Gelijke Kansen. |
| Christoph D'Haese         | N-VA          | Oost-Vlaanderen   | Nederlands | |
| Greet Daems               | PVDA/PTB      | Antwerpen         | Nederlands | |
| Hervé Rigot               | PS            | Luik              | Frans      | Vervangt vanaf 19 september 2019 Frédéric Daerden, die minister in de Franse Gemeenschapsregering wordt. Daerden was tot 17 september 2019 ondervoorzitter. |
| Georges Dallemagne        | cdH           | Brussel-Hoofdstad | Frans      | Toegevoegd bureaulid tot 12 oktober 2021, een functie die hij opnieuw uitoefende vanaf 10 oktober 2023. |
| Maggie De Block           | Open Vld      | Vlaams-Brabant    | Nederlands | Werd van 17 maart tot 1 oktober 2020 vervangen door Bram Delvaux, toen De Block minister was in de Federale Regering. Delvaux was van 28 mei tot 1 oktober 2020 voorzitter van de Commissie Energie, Leefmilieu en Klimaat. Maggie De Block is vanaf 3 oktober 2020 voorzitter van de Open Vld-fractie.                                                                                    |
| Robby De Caluwé           | Open Vld      | Oost-Vlaanderen   | Nederlands | Vervangt vanaf 20 juni 2019 Mathias De Clercq, die verkiest om voltijds burgemeester van Gent te blijven. |
| Jan Briers                | CD&V          | Oost-Vlaanderen   | Nederlands | Vervangt vanaf 20 juni 2019 Pieter De Crem, die beslist om niet te zetelen. |
| Tania De Jonge            | Open Vld      | Oost-Vlaanderen   | Nederlands | Vervangt vanaf 17 maart 2020 Alexander De Croo, die minister in de Federale Regering wordt. |
| Séverine de Laveleye      | Ecolo         | Brussel-Hoofdstad | Frans      | Ondervoorzitter van 23 september 2021 tot 11 oktober 2022. |
| Michel De Maegd           | MR            | Brussel-Hoofdstad | Frans      | |
| Peter De Roover           | N-VA          | Antwerpen         | Nederlands | Voorzitter van de N-VA-fractie. |
| François De Smet          | DéFI          | Brussel-Hoofdstad | Frans      | |
| Pieter De Spiegeleer      | Vlaams Belang | Oost-Vlaanderen   | Nederlands | |
| Wouter De Vriendt         | Groen         | West-Vlaanderen   | Nederlands | Ondervoorzitter van 13 oktober 2020 tot 11 maart 2021 en van 1 oktober 2021 tot 6 oktober 2022 en vanaf 5 oktober 2023 voorzitter van de Ecolo-Groen-fractie. |
| Steven De Vuyst           | PVDA/PTB      | Oost-Vlaanderen   | Nederlands | |
| Sophie De Wit             | N-VA          | Antwerpen         | Nederlands | |
| Jean-Marie Dedecker       | Onafhankelijk | West-Vlaanderen   | Nederlands | Verkozen als onafhankelijk kandidaat op de lijst van N-VA. |
| Leslie Leoni              | PS            | Henegouwen        | Frans      | Vervangt vanaf 1 oktober 2020 Ludivine Dedonder, die minister in de Federale Regering wordt. |
| Jean-Marc Delizée         | PS            | Namen             | Frans      | Voorzitter van de Commissie Mobiliteit, Overheidsbedrijven en Federale Instellingen |
| Mieke Claes               | N-VA          | Limburg           | Nederlands | Vervangt vanaf 30 juni 2022 Joy Donné, die werd aangesteld tot gedelegeerd bestuurder van Flanders Investment and Trade. Donné verving vanaf 3 oktober 2019 Zuhal Demir, die minister in de Vlaamse Regering was geworden. |
| Franky Demon              | CD&V          | West-Vlaanderen   | Nederlands | |
| Kathleen Depoorter        | N-VA          | Oost-Vlaanderen   | Nederlands | |
| Ortwin Depoortere         | Vlaams Belang | Oost-Vlaanderen   | Nederlands | Voorzitter van de Commissie Binnenlandse Zaken, Veiligheid, Migratie en Bestuurszaken |
| Melissa Depraetere        | sp.a          | West-Vlaanderen   | Nederlands | Van 1 oktober 2020 tot 22 november 2023 voorzitter van de sp.a/Vooruit-fractie en vanaf 28 november 2023 toegevoegd bureaulid. |
| Khalil Aouasti            | PS            | Brussel-Hoofdstad | Frans      | Vervangt vanaf 19 september 2019 Caroline Désir, die minister in de Franse Gemeenschapsregering wordt. |
| Patrick Dewael            | Open Vld      | Limburg           | Nederlands | Voorzitter van de Open Vld-fractie tot 27 juni 2019, parlementsvoorzitter van 27 juni 2019 tot 13 oktober 2020, vanaf 13 oktober 2020 bureaulid en van 15 oktober 2020 tot 15 september 2021 voorzitter van de commissie Energie, Leefmilieu en Klimaat. |
| Nathalie Dewulf           | Vlaams Belang | West-Vlaanderen   | Nederlands | |
| Philippe Tison            | PS            | Henegouwen        | Frans      | Vervangt vanaf 19 september 2019 Elio Di Rupo, die minister in de Waalse Regering wordt. |
| Leen Dierick              | CD&V          | Oost-Vlaanderen   | Nederlands | |
| Marijke Dillen            | Vlaams Belang | Antwerpen         | Nederlands | |
| Denis Ducarme             | MR            | Henegouwen        | Frans      | Werd van 17 maart tot 1 oktober 2020 vervangen door Benoît Friart, toen Ducarme minister was in de Federale Regering. |
| Nawal Farih               | CD&V          | Limburg           | Nederlands | |
| Malik Ben Achour          | PS            | Luik              | Frans      | Vervangt vanaf 20 juni 2019 Julie Fernandez-Fernandez, die beslist om haar mandaat als schepen van Luik niet te cumuleren met de functie van parlementslid. |
| André Flahaut             | PS            | Waals-Brabant     | Frans      | Ondervoorzitter vanaf 26 september 2019. |
| Catherine Fonck           | cdH           | Henegouwen        | Frans      | Voorzitter van de cdH/Les Engagés-fractie. |
| Theo Francken             | N-VA          | Vlaams-Brabant    | Nederlands | |
| Michael Freilich          | N-VA          | Antwerpen         | Nederlands | |
| Katja Gabriëls            | Open Vld      | Oost-Vlaanderen   | Nederlands | |
| Koen Geens                | CD&V          | Vlaams-Brabant    | Nederlands | Werd van 17 maart tot 1 oktober 2020 als minister in de Federale Regering vervangen door Sammy Mahdi. |
| Frieda Gijbels            | N-VA          | Limburg           | Nederlands | |
| Erik Gilissen             | Vlaams Belang | Limburg           | Nederlands | |
| Cécile Cornet             | Ecolo         | Namen             | Frans      | Vervangt vanaf 1 oktober 2020 Georges Gilkinet, die minister wordt in de Federale Regering. Cornet is vanaf 10 mei 2023 voorzitter van de Commissie Sociale Zaken, Werk en Pensioenen, Gilkinet was van 21 augustus tot 1 oktober 2020 voorzitter van de Ecolo-Groen-fractie. |
| Chanelle Bonaventure      | PS            | Luik              | Frans      | Vervangt vanaf 1 juli 2021 de overleden Marc Goblet. |
| Philippe Goffin           | MR            | Luik              | Frans      | Werd van 17 maart tot 1 oktober 2020 vervangen door Magali Dock, toen Goffin minister was in de Federale Regering. Goffin was bureaulid tot 30 november 2019. |
| Mélissa Hanus             | PS            | Luxemburg         | Frans      | |
| Raoul Hedebouw            | PVDA/PTB      | Luik              | Frans      | Voorzitter van de PVDA-PTB-fractie tot 19 januari 2022. |
| Katrien Houtmeyers        | N-VA          | Vlaams-Brabant    | Nederlands | |
| Yngvild Ingels            | N-VA          | West-Vlaanderen   | Nederlands | |
| Mathieu Bihet             | MR            | Luik              | Frans      | Vervangt vanaf 22 september 2022 Kattrin Jadin, die rechter wordt in het Grondwettelijk Hof. Jadin was voorzitter van de Commissie Financiën en Begroting tot 5 december 2019 en van 5 december 2019 tot 22 september 2022 bureaulid. Mathieu Bihet zetelde reeds in de Kamer van 17 maart tot 1 oktober 2020 als vervanger van Daniel Bacquelaine, toen minister in de federale regering. |
| Wim Van der Donckt        | N-VA          | Antwerpen         | Nederlands | Vervangt vanaf 3 oktober 2019 Jan Jambon, die minister in de Vlaamse Regering wordt. |
| Karin Jiroflée            | sp.a          | Vlaams-Brabant    | Nederlands | |
| Claire Hugon              | Ecolo         | Brussel-Hoofdstad | Frans      | Vervangt vanaf 1 oktober 2020 Zakia Khattabi, die minister wordt in de Federale Regering. |
| Ben Segers                | sp.a          | Antwerpen         | Nederlands | Vervangt vanaf 19 december 2019 Yasmine Kherbache, die rechter in het Grondwettelijk Hof wordt. |
| Emir Kir                  | PS            | Brussel-Hoofdstad | Frans      | Zetelt vanaf 23 januari 2020 als onafhankelijke. |
| Meryame Kitir             | sp.a          | Limburg           | Nederlands | Werd van 1 oktober 2020 tot 17 december 2022 vervangen door Bert Moyaers, toen ze minister was in de Federale Regering. Kitir was tot 1 oktober 2020 voorzitter van de sp.a-fractie. |
| Ahmed Laaouej             | PS            | Brussel-Hoofdstad | Frans      | Voorzitter van de PS-fractie. |
| Egbert Lachaert           | Open Vld      | Oost-Vlaanderen   | Nederlands | Voorzitter van de Open Vld-fractie van 27 juni 2019 tot 22 mei 2020. |
| Christophe Lacroix        | PS            | Luik              | Frans      | |
| Nahima Lanjri             | CD&V          | Antwerpen         | Nederlands | Bureaulid. |
| Louis Mariage             | Ecolo         | Henegouwen        | Frans      | Vervangt vanaf 11 mei 2023 Marie-Colline Leroy, die staatssecretaris werd in de federale regering. Leroy was tot 2 mei 2023 voorzitter van de Commissie Sociale Zaken, Werk en Pensioenen. |
| Christian Leysen          | Open Vld      | Antwerpen         | Nederlands | Vanaf 23 september 2021 voorzitter van de commissie Energie, Leefmilieu en Klimaat. |
| Goedele Liekens           | Open Vld      | Vlaams-Brabant    | Nederlands | |
| Sander Loones             | N-VA          | West-Vlaanderen   | Nederlands | Bureaulid. |
| Marie-Christine Marghem   | MR            | Henegouwen        | Frans      | Werd van 17 maart tot 1 oktober 2020 vervangen door Isabelle Galant, toen Marghem minister was in de Federale Regering. Marghem is vanaf 15 oktober 2020 voorzitter van de commissie Financiën en Begroting. |
| Vanessa Matz              | cdH           | Luik              | Frans      | Toegevoegd bureaulid van 12 oktober 2021 tot 10 oktober 2023. |
| Sofie Merckx              | PVDA/PTB      | Henegouwen        | Frans      | Voorzitter van de PVDA-PTB-fractie vanaf 19 januari 2022. |
| Peter Mertens             | PVDA/PTB      | Antwerpen         | Nederlands | |
| Koen Metsu                | N-VA          | Antwerpen         | Nederlands | |
| Vincent Scourneau         | MR            | Waals-Brabant     | Frans      | Vervangt vanaf 14 november 2019 Charles Michel, die voorzitter van de Europese Raad wordt. |
| Nadia Moscufo             | PVDA/PTB      | Luik              | Frans      | |
| Simon Moutquin            | Ecolo         | Waals-Brabant     | Frans      | |
| Nathalie Muylle           | CD&V          | West-Vlaanderen   | Nederlands | Werd van 17 maart tot 1 oktober 2020 vervangen door Bercy Slegers, toen Muylle minister was in de Federale Regering. |
| Laurence Hennuy           | Ecolo         | Henegouwen        | Frans      | Vervangt vanaf 3 oktober 2019 Jean-Marc Nollet, die co-voorzitter van Ecolo wordt. |
| Özlem Özen                | PS            | Henegouwen        | Frans      | Voorzitter van de Commissie Grondwet en Institutionele Vernieuwing |
| Barbara Pas               | Vlaams Belang | Oost-Vlaanderen   | Nederlands | Voorzitter van de Vlaams Belang-fractie. |
| Benoît Piedbœuf           | MR            | Luxemburg         | Frans      | Vanaf 31 oktober 2019 voorzitter van de MR-fractie. |
| Annick Ponthier           | Vlaams Belang | Limburg           | Nederlands | |
| Maxime Prévot             | cdH           | Namen             | Frans      | |
| Patrick Prévot            | PS            | Henegouwen        | Frans      | |
| Wouter Raskin             | N-VA          | Limburg           | Nederlands | |
| Kurt Ravyts               | Vlaams Belang | West-Vlaanderen   | Nederlands | |
| Florence Reuter           | MR            | Waals-Brabant     | Frans      | Van 5 december 2019 tot 15 oktober 2020 voorzitter van de Commissie Financiën en Begroting. |
| Philippe Pivin            | MR            | Brussel-Hoofdstad | Frans      | Vervangt vanaf 5 december 2019 Didier Reynders, die Europees Commissaris wordt. |
| Tomas Roggeman            | N-VA          | Oost-Vlaanderen   | Nederlands | |
| Sophie Rohonyi            | DéFI          | Brussel-Hoofdstad | Frans      | |
| Darya Safai               | N-VA          | Vlaams-Brabant    | Nederlands | |
| Ellen Samyn               | Vlaams Belang | Antwerpen         | Nederlands | |
| Sarah Schlitz             | Ecolo         | Luik              | Frans      | Werd van 1 oktober 2020 tot 26 april 2023 vervangen door Nicolas Parent, toen Schlitz staatssecretaris was in de Federale Regering. |
| Eva Platteau              | Groen         | Vlaams-Brabant    | Nederlands | Vervangt vanaf 12 november 2020 Jessika Soors, die overstapt naar een functie op een ministerieel kabinet. |
| Daniel Senesael           | PS            | Henegouwen        | Frans      | |
| Dominiek Spinnewyn-Sneppe | Vlaams Belang | West-Vlaanderen   | Nederlands | |
| Sigrid Goethals           | N-VA          | Vlaams-Brabant    | Nederlands | Vervangt vanaf 17 september 2020 Jan Spooren, die provinciegouverneur van Vlaams-Brabant wordt. |
| Caroline Taquin           | MR            | Henegouwen        | Frans      | |
| Olivier Vajda             | Ecolo         | Luxemburg         | Frans      | Vervangt vanaf 23 september 2021 Cécile Thibaut, die ontslag had genomen. Thibaut was ondervoorzitter tot 13 oktober 2020 en van 11 maart tot 2 september 2021. |
| Éric Thiébaut             | PS            | Henegouwen        | Frans      | |
| Éliane Tillieux           | PS            | Namen             | Frans      | Parlementsvoorzitter vanaf 13 oktober 2020. |
| Frank Troosters           | Vlaams Belang | Limburg           | Nederlands | |
| Anneleen Van Bossuyt      | N-VA          | Oost-Vlaanderen   | Nederlands | |
| Yoleen Van Camp           | N-VA          | Antwerpen         | Nederlands | |
| Jef Van den Bergh         | CD&V          | Antwerpen         | Nederlands | |
| Guillaume Defossé         | Ecolo         | Brussel-Hoofdstad | Frans      | Vervangt vanaf 1 oktober 2020 Tinne Van der Straeten (Groen), die minister wordt in de Federale Regering. Van der Straeten werd verkozen als kandidaat voor Groen op de lijst van Ecolo en behoorde tot de Nederlandse taalgroep. |
| Tom Van Grieken           | Vlaams Belang | Antwerpen         | Nederlands | Bureaulid tot 13 oktober 2020 en ondervoorzitter vanaf 13 oktober 2020. |
| Stefaan Van Hecke         | Groen         | Oost-Vlaanderen   | Nederlands | Voorzitter van de Commissie Economie, Consumentenbescherming en Digitale Agenda |
| Marco Van Hees            | PVDA/PTB      | Henegouwen        | Frans      | Bureaulid. |
| Els Van Hoof              | CD&V          | Vlaams-Brabant    | Nederlands | Voorzitter van de Commissie Buitenlandse Betrekkingen |
| Joris De Vriendt          | Vlaams Belang | Vlaams-Brabant    | Nederlands | Vervangt vanaf 9 februari 2023 Dries Van Langenhove, die uit ontevredenheid over het functioneren van het parlement ontslag nam. Van Langenhove was verkozen als onafhankelijk kandidaat voor Vlaams Belang, maar maakte wel deel uit van hun fractie. |
| Reccino Van Lommel        | Vlaams Belang | Antwerpen         | Nederlands | |
| Valerie Van Peel          | N-VA          | Antwerpen         | Nederlands | Ondervoorzitter. |
| Vincent Van Quickenborne  | Open Vld      | West-Vlaanderen   | Nederlands | Werd van 1 oktober 2020 tot 22 oktober 2023 vervangen door Jasper Pillen, toen Van Quickenborne minister was in de Federale Regering. Van Quickenborne was tot 28 mei 2020 voorzitter van de Commissie Energie, Leefmilieu en Klimaat en van 28 mei tot 1 oktober 2020 voorzitter van de Open Vld-fractie.                                                                                 |
| Kristien Van Vaerenbergh  | N-VA          | Vlaams-Brabant    | Nederlands | Voorzitter van de Commissie Justitie |
| Dieter Van Besien         | Groen         | Vlaams-Brabant    | Nederlands | |
| Gilles Vanden Burre       | Ecolo         | Brussel-Hoofdstad | Frans      | Van 2 oktober 2020 tot 1 oktober 2021 en van 6 oktober 2022 tot 5 oktober 2023 voorzitter van de Ecolo-Groen-fractie. |
| Joris Vandenbroucke       | sp.a          | Oost-Vlaanderen   | Nederlands | Toegevoegd bureaulid tot 22 november 2023 en voorzitter van de Vooruit-fractie sinds 22 november 2023. |
| Tim Vandenput             | Open Vld      | Vlaams-Brabant    | Nederlands | |
| Anja Vanrobaeys           | sp.a          | Oost-Vlaanderen   | Nederlands | |
| Kris Verduyckt            | sp.a          | Limburg           | Nederlands | |
| Marianne Verhaert         | Open Vld      | Antwerpen         | Nederlands | |
| Kathleen Verhelst         | Open Vld      | West-Vlaanderen   | Nederlands | |
| Servais Verherstraeten    | CD&V          | Antwerpen         | Nederlands | Voorzitter van de CD&V-fractie. |
| Wouter Vermeersch         | Vlaams Belang | West-Vlaanderen   | Nederlands | |
| Hans Verreyt              | Vlaams Belang | Antwerpen         | Nederlands | |
| Albert Vicaire            | Ecolo         | Henegouwen        | Frans      | |
| Maria Vindevoghel         | PVDA/PTB      | Brussel-Hoofdstad | Nederlands | |
| Robin Bruyère             | PVDA/PTB      | Namen             | Frans      | Vervangt vanaf 31 augustus 2023 Thierry Warmoes, die om professionele redenen ontslag nam. Warmoes was tot zijn ontslag op 21 juli 2023 voorzitter van de Commissie Gezondheid en Gelijke Kansen |
| Kathleen Pisman           | Groen         | Oost-Vlaanderen   | Nederlands | Vervangt vanaf 25 mei 2022 Evita Willaert, die tot schepen van Gent werd benoemd en conform het cumulatieverbod in haar partij ontslag had genomen. |
| Sophie Wilmès             | MR            | Brussel-Hoofdstad | Frans      | Werd van 17 maart 2020 tot 15 juli 2022 vervangen door Nathalie Gilson, toen Wilmès minister in de Federale Regering was. Wilmès is sinds 22 september 2022 bureaulid. |
| Bert Wollants             | N-VA          | Antwerpen         | Nederlands | |
| Laurence Zanchetta        | PS            | Henegouwen        | Frans      | |

## Politiek bestuur
De plenaire vergadering van 27 juni 2019 heeft formeel het politieke bestuur verkozen in geheime stemming.

### Voorzitter van de Kamer
Er waren twee kandidaten: Patrick Dewael (Open Vld) en Valerie Van Peel (N-VA). Dewael werd verkozen als voorzitter met een absolute meerderheid van 101 stemmen, terwijl Van Peel 41 stemmen behaalde. Na het aantreden van de regering-De Croo werd hij opgevolgd door Éliane Tillieux (PS).

### Bureau van de Kamer
De overige leden van het bureau worden eenparig aangesteld door de vergadering, zonder tegenkandidaten.
Het bureau van de Kamer tijdens het voorzitterschap van Patrick Dewael:  
- voorzitter: Patrick Dewael (Open Vld)
- eerste ondervoorzitter: Valerie Van Peel (N-VA)
- tweede ondervoorzitter: Cécile Thibaut (Ecolo-Groen)
- derde ondervoorzitter: Frédéric Daerden (PS), op 26 september 2019 vervangen door André Flahaut (PS)

Het bureau van de Kamer tijdens het voorzitterschap van Eliane Tillieux:  
- voorzitter: Eliane Tillieux (PS)
- eerste ondervoorzitter: Valerie Van Peel (N-VA)
- tweede ondervoorzitter: Wouter De Vriendt (Ecolo-Groen), op 11 maart 2021 vervangen door Cécile Thibaut (Ecolo-Groen), op 23 september 2021 vervangen door Séverine de Laveleye (Ecolo-Groen), op 11 oktober 2022 vervangen door Kristof Calvo (Ecolo-Groen)
- derde ondervoorzitter: Tom Van Grieken (Vlaams Belang)

## Commissies
Dit zijn de vaste commissies tijdens deze legislatuur:
| Commissie                                                 | Voorzitter |
| --------------------------------------------------------- | --- |
| Sociale Zaken, Werk en Pensioenen                         | Marie-Colline Leroy (Ecolo) (tot mei 2022) Cécile Cornet (Ecolo) (vanaf mei 2022) |
| Grondwet en Institutionele Vernieuwing                    | Özlem Özen (PS) |
| Landsverdediging                                          | Peter Buysrogge (N-VA) |
| Economie, Consumentenbescherming en Digitale Agenda       | Stefaan Van Hecke (Groen) |
| Energie, Leefmilieu en Klimaat                            | Vincent Van Quickenborne (Open Vld) (tot mei 2020) Bram Delvaux (Open Vld) (mei 2020 tot oktober 2020) Patrick Dewael (Open Vld) (oktober 2020 tot september 2021) Christian Leysen (Open Vld) (vanaf september 2021) |
| Financiën en Begroting                                    | Florence Reuter (MR) (tot oktober 2020) Marie-Christine Marghem (MR) (vanaf oktober 2020) |
| Binnenlandse Zaken, Veiligheid, Migratie en Bestuurszaken | Ortwin Depoortere (VB) |
| Justitie                                                  | Kristien Van Vaerenbergh (N-VA) |
| Mobiliteit, Overheidsbedrijven en Federale Instellingen   | Jean-Marc Delizée (PS) |
| Buitenlandse Betrekkingen                                 | Els Van Hoof (CD&V) |
| Gezondheid en Gelijke Kansen                              | Thierry Warmoes (PVDA-PTB) (tot juli 2023) Roberto D'Amico (PVDA-PTB) (vanaf september 2023) |

Naast de vaste commissie was er ook een onderzoekscommissie naar de aanpak van seksueel misbruik in de Kerk. De voorzitter was Sophie De Wit (N-VA).

## Belangrijke wetgeving
| Wet | Publicatiedatum  | Indiener(s) | Opmerkingen |
| --- | ---------------- | --- | --- |
| Wet van 31 oktober 2019 tot opening van voorlopige kredieten voor de maanden november en december 2019                                                   | 14 november 2019 | regering-Michel II | Deze wet kadert binnen de voorlopige twaalfden waarmee België in 2019 werd bestuurd. De oppositie steunde met succes een plenair amendement van oppositiepartij PVDA/PTB om 67 miljoen euro toe te kennen aan de zorgsector. Het is uitzonderlijk dat de oppositie het hierin haalde van de regeringspartijen, wat echter mogelijk was gegeven dat de regering een minderheidsregering is. Koning Filip van België ondertekende deze wet in het Koninklijk kasteel van Ciergnon. |
| Wet van 15 maart 2020 tot wijziging van de wetgeving betreffende de euthanasie                                                                           | 23 maart 2020    | Barbara Creemers, Séverine de Laveleye en Laurence Hennuy | Versoepeling van de euthanasiewetgeving in België. |
| Wet van 27 maart 2020 die machtiging verleent aan de Koning om maatregelen te nemen in de strijd tegen de verspreiding van het coronavirus COVID-19 (I)  | 30 maart 2020    | Kristof Calvo, Peter De Roover, François De Smet, Catherine Fonck, Georges Gilkinet, Meryame Kitir, Ahmed Laaouej, Egbert Lachaert, Benoît Piedbœuf en Servais Verherstraeten | Volmachtenwet in het kader van de bestrijding van de coronacrisis in België (bicamerale aangelegenheden (art. 78 GW)). |
| Wet van 27 maart 2020 die machtiging verleent aan de Koning om maatregelen te nemen in de strijd tegen de verspreiding van het coronavirus COVID-19 (II) | 30 maart 2020    | Kristof Calvo, Peter De Roover, François De Smet, Catherine Fonck, Georges Gilkinet, Meryame Kitir, Ahmed Laaouej, Egbert Lachaert, Benoît Piedbœuf en Servais Verherstraeten | Volmachtenwet in het kader van de bestrijding van de coronacrisis in België (monocamerale aangelegenheden (art. 74 GW)). |